# Integrierter Wohlstand
Ganzheitlicher Wohlstand (englisch comprehensive wealth) ist ein Konzept aus dem Bereich der Wohlfahrtsökonomik. Es dient der anwendungsorientierten Operationalisierung des Konzeptes der Nachhaltigkeit. Der Ganzheitliche Wohlstand ist die Summe aller gesellschaftlichen Kapitalbestände.

## Geschichte
Die Ursprünge des Konzepts vom Ganzheitlichen Wohlstand liegen in der Kritik der üblichen ökonomischen Operationalisierung von Nachhaltigkeit, die in der Regel auf dem Konzept des (grünen) Nettonationalprodukts basiert. Unter Verweis auf die von Erik Robert Lindahl vorgeschlagene Definition des Einkommens als die Menge an Konsum, die gleich hohen Konsum in der Zukunft ermöglicht, wird kritisiert, dass das Nettoinlandsprodukt nicht vermag, Informationen über Veränderungen im Gesamtkapitalbestand einer Gesellschaft zu liefern. Der Ganzheitliche Wohlstand soll diese Lücke schließen.
Das Konzept wurde in seiner ersten Form Ende der 1990er Jahre von Weltbank-Ökonomen unter dem Namen genuine domestic savings (dt. wahre Inlandsersparnis) entwickelt und angewandt. In späteren Publikationen wurden auch die englischen Begriffe genuine, inclusive oder comprehensive investment/wealth verwendet.
Die Nettoinvestition in den Ganzheitlichen Wohlstand (kurz die ganzheitliche Investition, englisch comprehensive investment) ist ein Indikator für die Nachhaltigkeit der sozialen Entwicklung einer Volkswirtschaft oder eines Landes. Es ist definiert als die Summe der Netto-Veränderungen in den Beständen verschiedener Kapitalarten: Realkapital und Geldkapital, Naturkapital, Humankapital sowie öffentliches Wissen. Wenn die ganzheitliche Investition einer Volkswirtschaft positiv ist, steigt ihre Wohlfahrt, und zwar auf eine nachhaltige Art und Weise.

## Anwendung
Bereits Ende der 90er Jahre wurden von Weltbank-Ökonomen Berechnungen der genuine domestic savings für die meisten Länder der Welt durchgeführt. 2004 hat eine Gruppe von Ökonomen um den Nobelpreisträger Kenneth Arrow Berechnungen des genuine investments für einige Länder durchgeführt. Als Proxys für die einzelnen Kapitalarten nutzten sie dabei: Netto-Inlandsinvestitionen, Bildungsausgaben, Kosten der CO2-Emissionen, der Abnutzung von Energie-Ressourcen und Rohstoffvorkommen sowie der Abholzung von Wäldern. Die Autoren der Studie stellten fest, dass konventionelle, auf dem Bruttoinlandsprodukt basierende Messzahlen der wirtschaftlich-sozialen Entwicklung den tatsächlichen Wohlfahrtszuwachs wahrscheinlich überschätzen.

## Probleme
Es wurden mehrere Probleme des Konzepts des genuine investment erkannt. Zu ihnen gehören:
- Unterschätzung des Wertes des Naturkapitals,[5]
- nicht-lineare Zusammenhänge zwischen dem Wert natürlichen Kapitals und seinem Zustand,[5]
- die wenig realistische Annahme der Substituierbarkeit zwischen den einzelnen Kapitalarten.[2]

Der Ansatz des Ganzheitlichen Wohlstands wurde von Herman Daly, einem Pionier der Wachstumskritik, kritisiert. Er warf Arrow und dessen Ko-Autoren vor, sie würden die physikalischen Grenzen, denen wirtschaftliche Aktivitäten unterworfen seien, ignorieren. Auch gingen sie von Substituierbarkeit zwischen den einzelnen Kapitalarten aus. Arrow et al. wiesen die Kritik als unbegründet und auf Missverständnissen basierend ab.